# 콘트라 4
《콘트라 4》(Contra 4)는 웨이포워드가 개발하고 코나미가 배급한 횡스크롤 런 앤드 건 게임이다. 《콘트라》 시리즈 11번째 게임으로 닌텐도 DS로 제작돼 북미에서 2007년 11월 13일 처음 출시됐다. 일본에서는 2008년 3월 13일 《콘트라 듀얼 스피리츠》라는 제목으로 발매됐다.
전작 《진 콘트라》 및 《네오 콘트라》와는 대조적으로 초기 《콘트라》 시리즈의 횡스크롤 게임플레이를 채택한 것이 특징이다. 플레이어 캐릭터를 조종해 무기를 획득해 적들을 쓰러뜨리며 총 9개로 구성된 스테이지를 돌파하는 것이 목표이다.
발매 후 안드로이드를 포함한 각종 휴대전화 기종에 이식됐다.

## 반응
《콘트라 4》는 리뷰 애그리게이터 웹사이트 메타크리틱에서 "대체적으로 긍정적인 평가"를 기록했다.

## 참조

### 주해
1. ↑  영어: Contra Dual Spirits, 일본어: 魂斗羅 Dual Spirits